# Франсеск Арнау
Франсеск Арнау (ісп. Francesc Arnau; 23 травня 1975, Жирона — 22 травня 2021, Ов'єдо, Іспанія) — іспанський футболіст, що грав на позиції воротаря за «Барселону», «Малагу», а також молодіжну збірну Іспанії.
Дворазовий чемпіон Іспанії. Дворазовий володар Кубка Іспанії. Володар Суперкубка Іспанії з футболу. Володар Кубка Кубків УЄФА. Володар Суперкубка УЄФА. Володар Кубка Інтертото.

## Клубна кар'єра
Народився 23 травня 1975 року в місті Жирона. Вихованець футбольної школи клубу «Барселона». З 1996 року почав потрапляти до заявки основної команди каталонського клубу. Утім протягом п'яти сезонів, проведених у столиці Каталонії, був лише резервним голкіпером, зазвичай третім вибором тренерського штабу після Рууда Геспа і Пепе Рейни. взявши участь у 24 матчах чемпіонату. У цьому статусі по два рази  виборював титул чемпіона Іспанії і Кубка Іспанії, по одному разу ставав володарем Кубка Кубків УЄФА і Суперкубка УЄФА.
2001 року залишив Барселону і приєднався до «Малаги», до якої був запрошений також на місце запасного воротаря, резервиста Педро Контрераса. У подальшому основні воротарі клубу неодноразово змінювалися, проте Арнау протягом наступних десяти років здебільшого залишався або другим, або навіть третім голкіпером. Лише в сезоні 2005/06 захищав ворота «Малаги» у майже всіх матчах Прімери. Завершив професійну кар'єру футболіста у 2011 році.

## Виступи за збірну
Протягом 1996–1998 років залучався до складу молодіжної збірної Іспанії. На молодіжному рівні зіграв у 13 офіційних матчах, пропустив 1 гол.

## Титули і досягнення
- Чемпіон Іспанії (2):

«Барселона»: 1997-1998, 1998-1999
- Володар Кубка Іспанії (2):

«Барселона»: 1996-1997, 1997-1998
- Володар Суперкубка Іспанії з футболу (1):

«Барселона»: 1996
- Володар Кубка Кубків УЄФА (1):

«Барселона»: 1996-1997
- Володар Суперкубка УЄФА (1):

«Барселона»: 1997
- Володар Кубка Інтертото (1):

«Малага»: 2002
- Чемпіон Європи (U-21): 1998